# Rick Besoyan
Richard Besoyan, né le 2 juillet 1924 à Reedley, en Californie et mort le 13 mars 1970 à New York est un chanteur, acteur, dramaturge, compositeur et chef d'orchestre américain. Il est l'auteur d'opérettes et de comédies musicales. 

## Biographie
Né à Reedley, en Californie, Rick Besoyan est le fils d'Amos et Mabel (Madie) Besoyan. En 1928, la famille déménage à Alameda. Il fréquente la Lincoln School et écrit sa première chanson à l'âge de douze ans. Il est diplômé de l'Alameda High School en 1942. Avec quelques amis, il écrit une comédie musicale, High and Dry. Il s'inscrit à Université de Californie à Berkeley en 1942, mais arrête les cours pour faire du bénévolat pour l'armée, au service en Europe depuis trois ans, dans la Division des services spéciaux. En Angleterre, Besoyan étudie le piano à la London School of Music.
À son retour, Besoyan rejoint la Bredon-Savoy Light Opera Company, où il interprète le rôle de Ko-Ko dans The Mikado de Gilbert et Sullivan. En 1957, il obtient un franc succès doux avec la reprise de Out of this World de Cole Porter au Actors Playhouse. Jim Paul Eilers lui demande d'écrire une revue pour sa boîte de nuit Le Showplace : In Your Hat.
Little Mary Sunshine ouvre le Off-Broadway en 1959, parodie de l'opérette à l'ancienne. Besoyan remporte le Vernon Riz Memorial Award 1959-1960 pour la qualité de son travail. Besoyan écrit le livret, la musique et les lyrics pour deux autres spectacles. En 1963, à  Broadway  The Student Gypsy or The Prince of Liederkranz n'est joué que 22 fois. 
En 1966, William S. Godfrey, maire de Alameda, Californie, proclame le 16 septembre, Rick Besoyan Day. En 1969, Besoyan est intronisé au Songwriters Hall of Fame.
En 1970, Besoyan meurt d'hémorragies internes à Sayville, Long Island, New York.

## Œuvres principales
- In Your Hat (1958)
- Little Mary Sunshine (1959)
- The Student Gypsy or The Prince of Liederkranz
- Babes In the Wood
- Mrs 'Arris Goes to Paris

## Source de traduction
- (en) Cet article est partiellement ou en totalité issu de l’article de Wikipédia en anglais intitulé « Rick Besoyan » (voir la liste des auteurs).